# Affranchis
Albums de Sofiane
Bandit Saleté
(2017) 93 Empire
(2018)
Singles
1. #JesuispasséchezSo EP 11
Sortie : 27 décembre 2017
2. Longue vie (feat. Ninho & Hornet la Frappe)
Sortie : 8 janvier 2018
3. Sous contrôle
Sortie : 22 janvier 2018
4. Lundi
Sortie : 19 février 2018
5. Arafricain (feat. Maître Gims)
Sortie : 4 mai 2018

Affranchis est le deuxième album studio du rappeur français Sofiane, sorti le 26 janvier 2018.
Le titre de l'album est un clin d'œil assumé au film de gangsters Les Affranchis de Martin Scorsese,. Il aborde dans ce deuxième album sensiblement les mêmes thèmes que dans le premier : la rue, la drogue, les armes, la prison. Sur cet album, il invite aussi d'autres rappeurs comme Maître Gims, Kaaris, Ninho, Hornet la Frappe, Heuss l'Enfoiré, Soolking, etc.

## Liste des titres
| No  | Titre                                       | Producteur(s)    | Durée |
| --- | ------------------------------------------- | ---------------- | ----- |
| 1.  | Cramé                                       | Proof            | 3:44  |
| 2.  | #JesuispasséchezSo EP 11                    | AriBeatz         | 2:40  |
| 3.  | Sous contrôle                               | Yasser Beats     | 3:17  |
| 4.  | Longue vie (feat. Ninho & Hornet La Frappe) | Zeg P            | 3:22  |
| 5.  | Arafricain (feat. Maître Gims)              | AriBeatz         | 2:59  |
| 6.  | 200                                         | Seezy            | 4:24  |
| 7.  | Mistigris (feat. Kaaris)                    | Seezy            | 3:20  |
| 8.  | Sa mère                                     | Johnny Goldstein | 3:32  |
| 9.  | T'es une galère                             | AriBeatz         | 3:47  |
| 10. | Madame Courage (feat. Soolking)             | Zeg P            | 4:37  |
| 11. | Je fais la fête                             | AriBeatz         | 3:00  |
| 12. | IDF (feat. Heuss l'Enfoiré)                 | Zeg P            | 3:27  |
| 13. | #cpasdmafaute (feat. Bakyl)                 | Proof            | 3:40  |
| 14. | Lundi                                       | Seezy            | 3:55  |
| 15. | Coluche                                     | Proof            | 3:19  |

## Clips vidéo
- #JesuispasséchezSo (Épisode 11) : 27 décembre 2017
- Longue vie (feat. Ninho & Hornet la Frappe) : 8 janvier 2018
- Sous contrôle : 22 janvier 2018
- Lundi : 19 février 2018 (réalisation : Lucas "Styck" Maggiori)
- Arafricain (feat. Maître Gims) : 4 mai 2018 (réalisation : Lucas "Styck" Maggiori)

## Titres certifiés en France
- Lundi  Diamant[5]
- Longue vie  Diamant[5]
- Arafricain  Or

## Ventes et certifications

### Ventes et certifications
Une semaine après la sortie d'Affranchis, 25 729 exemplaires sont vendus tous supports confondus (téléchargement, physique et streaming). En un mois, l'album est certifié disque d'or (50 000 exemplaires vendus), et en trois mois disque de platine (100 000 exemplaires vendus),. C'est son troisième disque de platine en à peine plus d'un an.
| Région        | Certification | Ventes/Streams |
| ------------- | ------------- | -------------- |
| France (SNEP) | Platine       | 100 000        |

### Classements hebdomadaires
| Classements (2018)           | Meilleure position |
| ---------------------------- | ------------------ |
| Belgique (Wallonie Ultratop) | 2                  |
| Belgique (Flandre Ultratop)  | 153                |
| France (SNEP)                | 1                  |
| Suisse (Schweizer Hitparade) | 13                 |